# 含アルミニウム泉

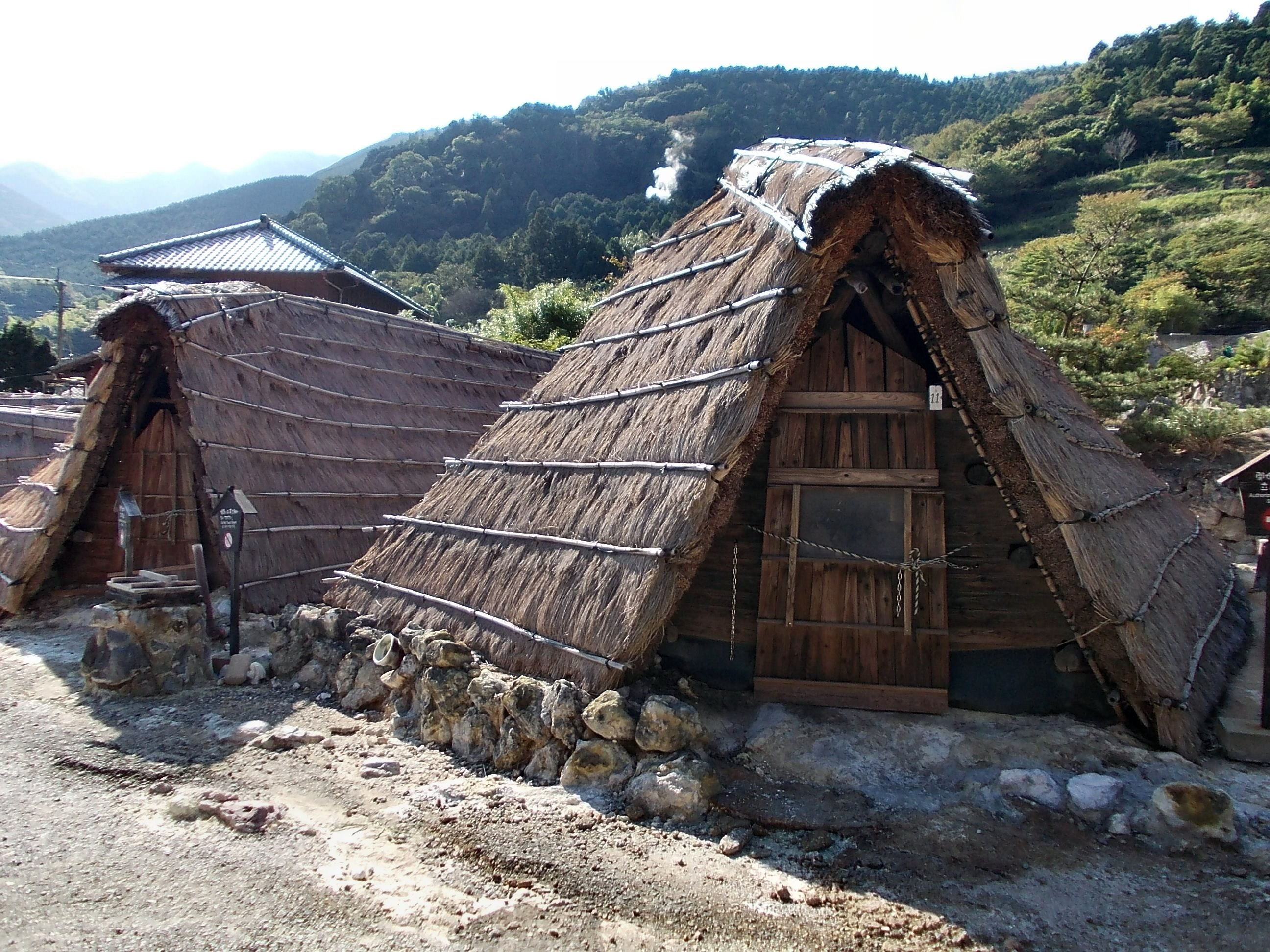
含アルミニウム泉の例、明礬温泉の湯の花小屋

含アルミニウム泉（がんアルミニウムせん）は、掲示用泉質名に基づく温泉の泉質の分類の一種。

## 概要
泉質名の通り、アルミニウムイオンを含む。旧泉質名で明礬泉であったものの大半がこれである。皮膚病に効能があるとされる（詳細は後述）。

## 泉質の定義
温泉水1kg中に含有成分が1000mg以上あり、陰イオンとして硫酸イオン (SO42-) 、陽イオンとしてアルミニウムイオン (Al3+) を100mg以上含有する温泉。

## 新旧泉質名との対比
新旧泉質名では、以下に分類される。
| 旧泉質名       | 新泉質名                                                                    | 略記泉質名                          |
| -------------- | --------------------------------------------------------------------------- | ----------------------------------- |
| 含明礬・緑礬泉 | - アルミニウム・鉄（Ⅱ）－硫酸塩泉 - または含鉄（Ⅱ）－アルミニウム－硫酸塩泉 | - Al･Fe(Ⅱ)-SO4泉 - 含Fe(Ⅱ)-Al-SO4泉 |

含明礬・緑礬泉は含鉄泉との対比にも含まれるが、アルミニウムイオンの含有量で含アルミニウム泉が対比泉質となる。

## 効能
※効能はその効果を万人に保証するものではない
泉質に基づく効能として、以下が挙げられる。
- 浴用においては一般的適応症のほか、慢性皮膚病。
- 飲用においては慢性消化器病。

## 代表的な温泉地
- 玉川温泉（秋田県）
- 草津温泉（群馬県）